# Listă de scriitori din Bangladesh
Aceasta este o listă de scriitori din Bangladesh.

## A
- Akhteruzzaman Elias
- Ahmed Safa

## B
- Begum Rokeya

## H
- Humayun Azad
- Humayun Ahmed

## J
- Jahanara Imam

## M
- Muhammed Zafar Iqbal

## T
- Taslima Nasreen